# 1170
Năm 1170  trong lịch Julius.

## Sinh
- Mộc Hoa Lê